# 布施锡兰山佛寺碑
布施锡兰山佛寺碑是郑和第二次下西洋，即永乐七年（1409年）布施锡兰山当地佛寺所立的一块三语石碑。
1911年，该碑为英国工程师托马林（H. F. Tomalin）在斯里兰卡南部港口加勒（Galle）发现，现收藏于斯里兰卡可倫坡國家博物館。碑文由三种文字，中文、泰米尔文和波斯文写就。其中泰米尔文和波斯文风化严重，难以辨认，中文部分大体可识。该碑制作考究，推测为在郑和出发前于南京刻制完好后携带至斯里兰卡安置。
明朝《殊域周咨錄》記載，永樂七年，中使鄭和偕行人泛海至其國。齎金銀供器、彩妝織金寶幡，布施於其寺。永樂十四年，錫蘭王遣使偕占城、爪哇諸國貢馬及犀象方物。中官鄭和等齎敕及錦綺紗羅彩絹等物，往賜各國王。

## 图集

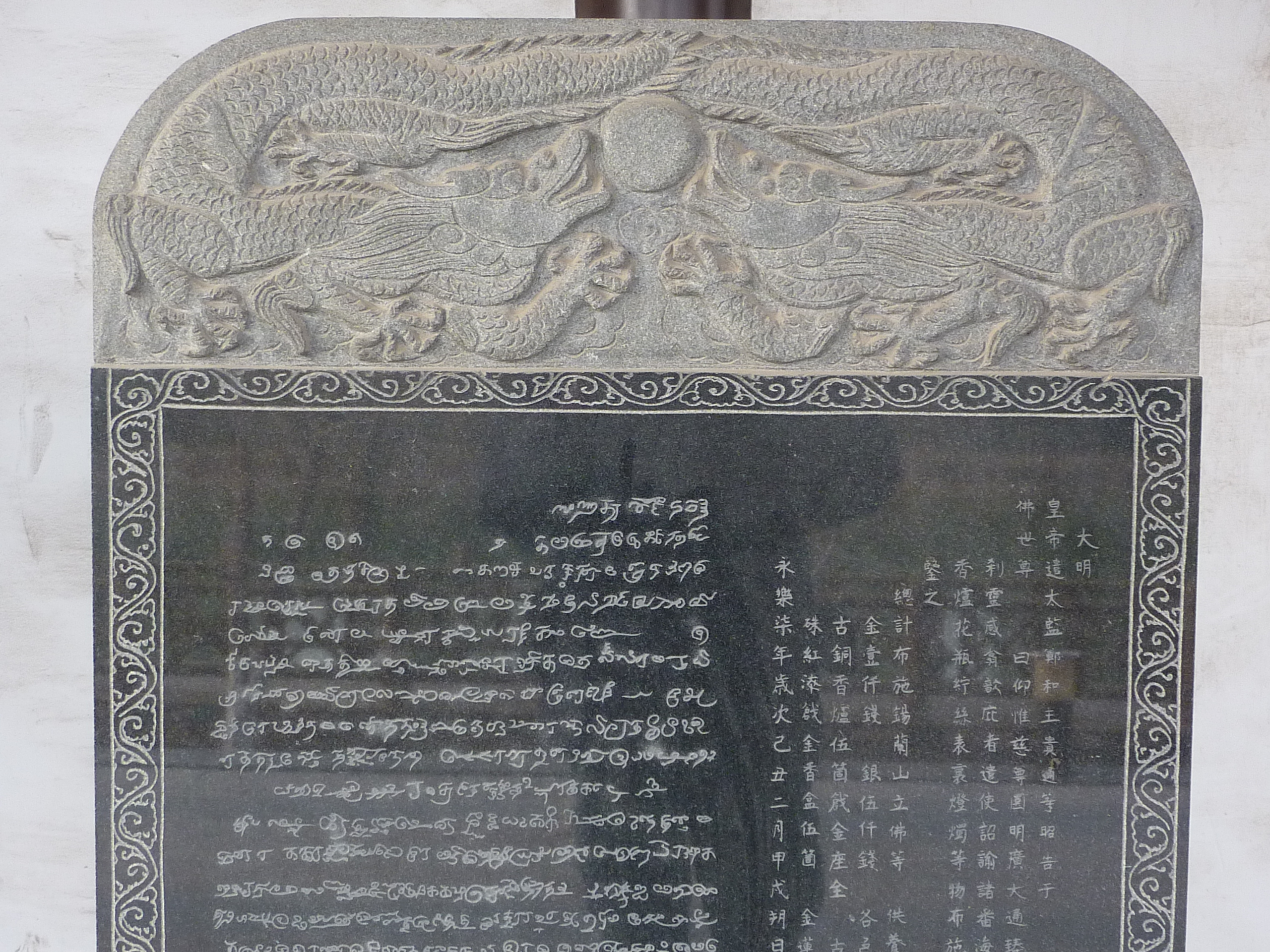
现代复制的布施锡兰山佛寺碑（上半部分），立于南京宝船厂遗址公园
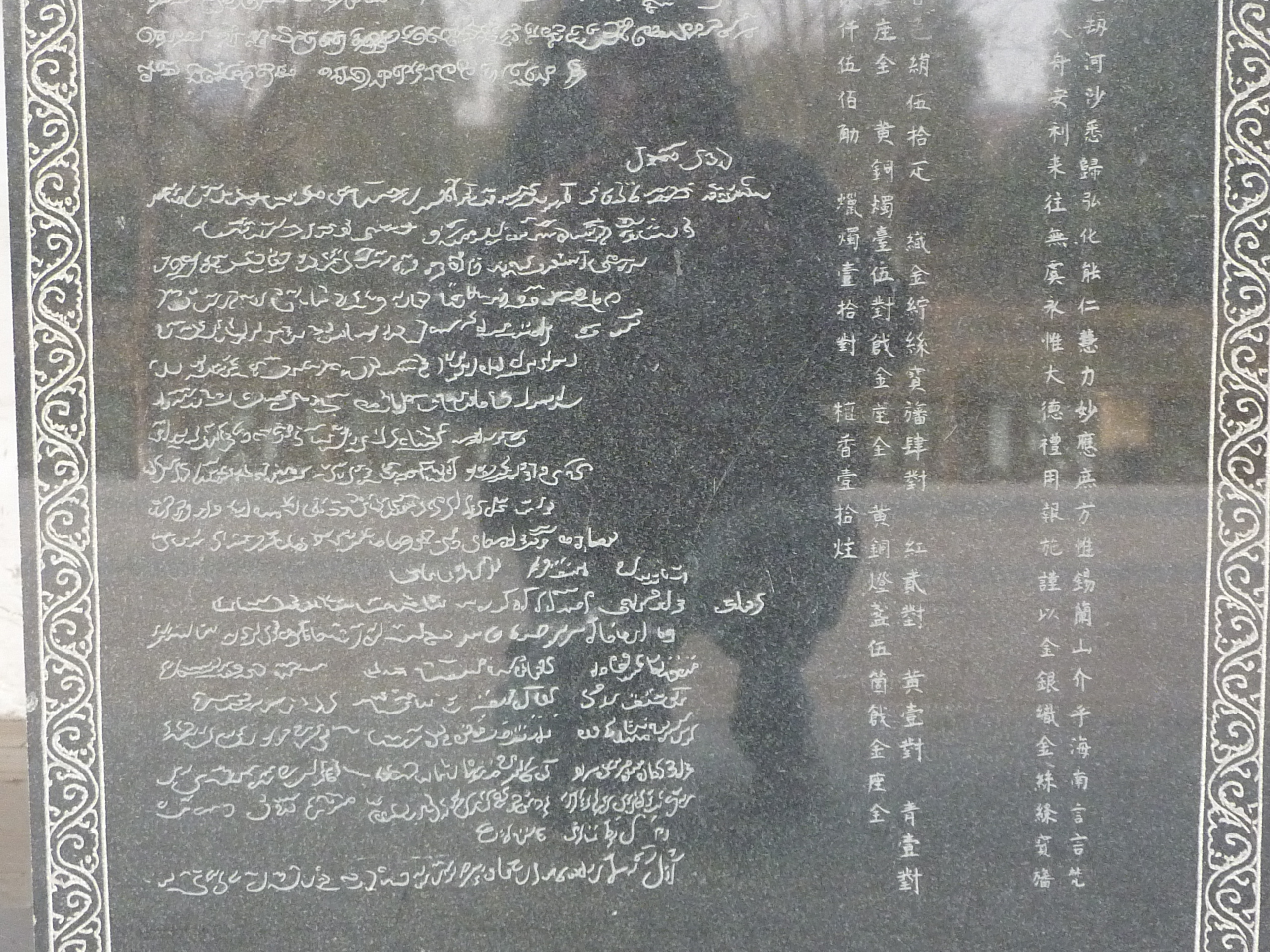
现代复制的布施锡兰山佛寺碑（下半部分），立于南京宝船厂遗址公园
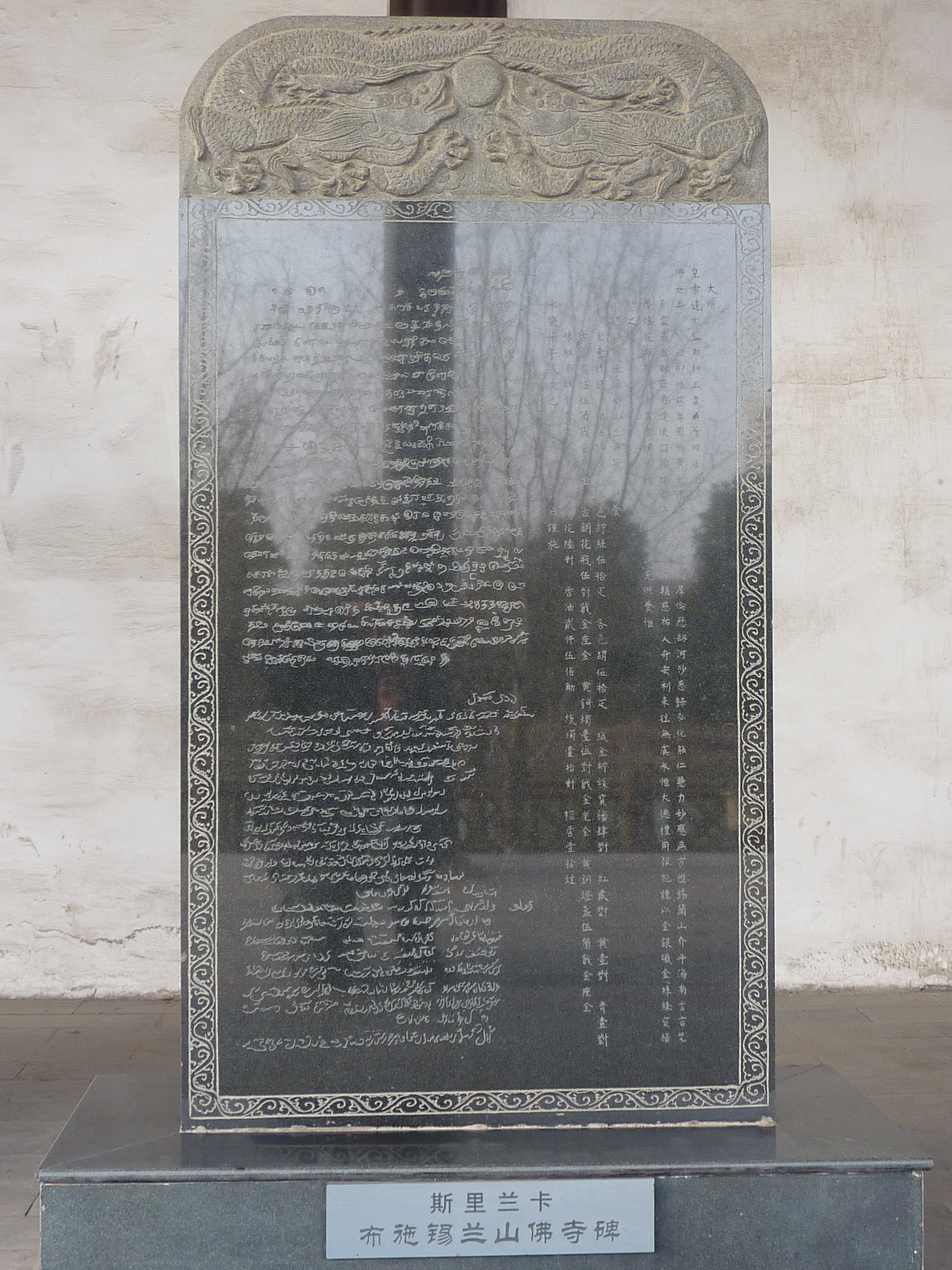
南京宝船厂遗址公园所立布施锡兰山佛寺碑现代复制品的全貌